# Tripla Alianță Aztecă
Tripla Alianță Aztecă este denumirea sub care este cunoscută a fi existat, între anii 1428 și 1521, alianța a trei entități orașe state, Tenochtitlan, Texcoco și Tlacopan, care au format nucleul conducerii entității statale precolumbiene cunoscute ca Imperiul Aztec, a cărui capitală a fost, fără întrerupere, orașul Tenochtitlan. Deși conceptual, istoric, legal și administrativ noțiunile de Imperiu aztec și Tripla alianță aztecă sunt distincte, există opinii care le consideră sinonime.
Tenochtitlan, Texcoco și Tlacopan, au fost alături de Azcapotzalco, Chalco, Culhuacan, Teotihuacan și Xochimilco, cele mai importante așezări umane precolumbiene importante grupate în jurul lacurilor endoreice din regiunea numită Valea Mexic, parte a Districtului Federal mexican de astăzi.

Hartă ilustrând o situaţie demografică, geografică şi hidrografică anterioară anului 1521, indicând orașele din Valea Mexic, toate riverane la grupul de lacuri endoreice din jurul lacului Texcoco. Printre aceste orașe se află și Tenohtitlan, Texcoco și Tlacopan, cele trei enntități constituente a Triplei Alianțe aztece.

Între 1325, anul ființării sale și 1428, anul constituirii Triplei alianțe aztece, orașul insular Tenochtitlan a crescut constant în putere militară, mărime și influență. Firesc, acesta a devenit liderul alinței și capitala unui adevărat Imperiu aztec până la distrugerea sa de către conchistadorii spanioli din anul 1521. La apogeul său, statul aztec a devenit suficient de mare ca întindere, ocupând toată partea centrală a Mezoamericii, având foarte probabil o populație totală de aproximativ 19 - 19,5 milioane de oameni.
Tripla Alianță Aztecă, aflată sub hegemonia clară a orașului capitală Tenochtitlan se întreținea din tributul provenit din provinciile aparținătoare, aflate sub controlul statului aztec. Repartiția tributului este o indicație indirectă, dar clară a raportului de putere existent în Imperiu. Acesta era împărțit după raportul 5:3:1 (sau 5:2:1)  între Tenochtitlan, Texcoco și Tlacopan (după alte surse, 3:2:1 sau chiar 2:2:1, rapoarte care sunt însă foarte puțin probabile).
Orașul Tenochtitlan, iar mai apoi Texcoco și Tlacopan, a fost distruse de către conchistadorii spanioli în anul 1521. Capitala Mexicului de azi, Ciudad de Mexico, practic coincizând cu cea a Distrito Federal, Districtul Federal Mexic, a fost construit pe ruinele fostei capitale a Imperiului aztec și în decursul secolelor care au urmat, cea mai mare parte a lacului endoreic Texcoco a fost treptat secată.